# Сулейман, Хосе
Хосе́ Сулейма́н Чагно́н (исп. José Sulaimán Chagnón; 1931—2014) — мексиканский предприниматель, спортивный функционер в области бокса, многолетний президент Всемирного боксёрского совета (1975—2014).

## Биография
Хосе Сулейман родился 30 мая 1931 года в городе Сьюдад-Виктория, штат Тамаулипас. Имеет арабские корни, его отец по происхождению ливанец, а мать сирийка. С раннего детства увлекался боксом, выступал на любительском уровне, в разное время работал тренером, промоутером, рефери на ринге, судьёй, однако наибольшую известность получил именно как спортивный управленец.
Уже в возрасте шестнадцати лет Сулейман состоял в боксёрской комиссии города Сан-Луис-Потоси, а в 1968 году присоединился к Всемирному боксёрскому совету (WBC), к одной из самых крупных боксёрских организаций в мире, где быстро поднимался по карьерной лестнице и занимал самые высокие посты. 5 декабря 1975 года единогласно избран президентом WBC, впоследствии занимал эту должность в течение четырёх десятилетий вплоть до самой смерти.
За время правления Сулеймана в WBC было проведено много реформ, менялся регламент, вводились новые правила, касающиеся главным образом охраны здоровья и поддержки спортсменов. Среди наиболее значимых его нововведений — сокращение продолжительности чемпионских боёв с пятнадцати раундов до двенадцати, обязательное к исполнению требование проводить взвешивания за сутки до начала запланированных поединков (раньше взвешивание проводилось утром перед боем, в результате чего спортсмены выходили на ринг в истощённом обезвоженном состоянии), создание промежуточных весовых категорий, организация Всемирного медицинского конгресса, введение усовершенствованных боксёрских перчаток с надёжной защитой пальцев от переломов, активное финансирование программ по изучению повреждений мозга в Калифорнийском университете в Лос-Анджелесе. Под его началом WBC санкционировал более 1100 чемпионских боёв, около 300 спортсменов получили чемпионские титулы. Его идеей было провести в 2013 году Кубок мира WBC, инновационный турнир, в котором определялся официальный претендент на мировой титул.
Сулейман свободно говорил на испанском, английском, арабском, итальянском, португальском и французском языках, что позволило ему расширить влияние организации во всём мире, общий охват WBC распространился на 161 страну. В 2007 году как влиятельный спортивный функционер введён в Международный зал боксёрской славы. Вне бокса успешно занимался бизнесом, управлял небольшой компанией, специализирующейся на предоставлении медицинских услуг в Мексике.
В последние годы страдал от кардиологического заболевания, перенёс сложную операцию на сердце. Умер после длительной госпитализации 16 января 2014 года в медицинском центре Калифорнийского университета в Лос-Анджелесе.
Был женат, имел четырёх сыновей (Хосе, Эктор, Фернандо, Маурисио) и двух дочерей (Люси, Клаудия). Маурисио Сулейман после смерти отца стал исполняющим обязанности президента WBC, а позже единогласно был избран новым президентом.

## Критика
Несмотря на все заслуги, в боксёрском сообществе отношение к Хосе Сулейману не всегда было однозначным, он часто подвергался критике со стороны журналистов, спортсменов, промоутеров и прочих представителей индустрии. К примеру, спортивный обозреватель Мэттью Харли назвал его заурядным бизнесменом, который не заслуживает права находиться в Международном зале славы бокса.
Сулеймана неоднократно подозревали в коррумпированности, организации договорных боёв, в частности, ему ставили в вину, что WBC выстраивал весь свой регламент в угоду тираничному промоутеру Дону Кингу. Например, по-мнению журналиста Джека Ньюфилда, написавшего книгу об американском боксе, «Сулеймана скорее можно назвать младшим партнёром Кинга, нежели независимым контролирующим органом». Другой журналист Питер Хеллер в своей книге, соглашаясь с этим мнением, охарактеризовал Сулеймана как «услужливого мальчика на побегушках у Кинга». Он процитировал британского промоутера Микки Даффа, считавшего, что Сулейману «недостаточно видеть своего друга Кинга крупнейшим промоутером в мире бокса, он хочет видеть его единственным промоутером в боксе».
Отмечались симпатии руководителя WBC к мексиканским боксёрам, предвзятое отношение к ним. Так, когда в 1988 году американец Пернелл Уитакер спорным решением судей потерпел поражение от мексиканца Хосе Луиса Рамиреса, тренер Уитакера Лу Дува назвал Сулеймана «вором», а менеджер Уитакера Шелли Финкель сказал, что «Кинг и Сулейман сговорились насчёт этого боя, сомнений здесь быть не может».
Сулеймана считают главным виновником финансового кризиса WBC 2004 года — в результате нашумевшего скандала, связанного с немецким боксёром Грациано Роккиджани, организация потеряла около 30 млн долларов и оказалась на грани банкротства. Именно из-за финансовых трудностей они вынуждены были вводить второстепенные «серебряный» и «бриллиантовый» чемпионские пояса, к которым многие любители бокса относятся крайне негативно.